# اسگوا
اسگوا (به پرتغالی: Aceguá) یک شهرستان در برزیل است که در ریو گرانده جنوبی واقع شده‌است.

## خصوصیات
اسگوا ۱٬۵۴۹٬۵۲۲ کیلومترمربع مساحت و ۴٬۳۹۴ نفر جمعیت دارد.